# Pseudopallene reflexa
Pseudopallene reflexa is een zeespin uit de familie Callipallenidae. De soort behoort tot het geslacht Pseudopallene. Pseudopallene reflexa werd in 1968 voor het eerst wetenschappelijk beschreven door Stock. 